# Gulfstream EL/W-2085
El EL/W-2085 es un sistema de radar multibanda de control y alerta temprana aerotransportada (AEW&C) desarrollado por Israel Aerospace Industries (IAI) y Elta Electronics Industries de Israel. Su objetivo principal es proporcionar inteligencia e información para mantener la superioridad aérea y realizar vigilancia. El sistema está actualmente en servicio en Israel, Italia y Singapur.

## Diseño y características
El EL/W-2085 se desarrolló a partir del sistema "Phalcon" EL/M-2075 de banda única. Este sistema también se utiliza en el Boeing 707 Cóndor pero en una versión más antigua.
En lugar de utilizar un rotodomo, un radar móvil presente en algunas aeronaves AEW&C, el EL/W-2085 utiliza un radar de matriz escaneada electrónicamente activa (AESA), un radar de matriz en fase activa. Este radar consta de un conjunto de módulos de transmisión/recepción (T/R) que permiten dirigir electrónicamente un haz, haciendo innecesario un rotodomo giratorio físicamente. Los radares AESA operan en un conjunto de frecuencias pseudoaleatorio y también tienen velocidades de escaneo muy cortas, lo que los hace difíciles de detectar y bloquear. Se pueden rastrear hasta 1000 objetivos simultáneamente en un rango de 243 millas náuticas (450 millas). km), mientras que al mismo tiempo se pueden realizar simultáneamente multitud de intercepciones aire-aire o ataques aire-superficie (incluidos los marítimos). El equipo de radar del CAEW israelí consta de un radar de banda L en los lados izquierdo y derecho del fuselaje y una antena de banda S en la nariz y la cola. El sistema de matriz en fase permite que las posiciones de las aeronaves en las pantallas del operador se actualicen cada 2 a 4 segundos, en lugar de cada 10 segundos como es el caso en los AWACS de domo roto.

## Historial operativo
En 2005, la Fuerza Aérea israelí compró cinco aviones Eitam basados en Gulfstream G550 para que sirvieran como nueva plataforma de las FDI para su nueva generación de sistemas AEW. Los nuevos aviones utilizan el conjunto de sensores de doble banda EL/W-2085 y son más capaces y menos costosos de operar que los antiguos EL/M-2075 basados en el Boeing 707.  IAI realizó amplias modificaciones al fuselaje del Gulfstream, como la adición de radomos compuestos salientes para alojar los conjuntos de radar en modificaciones corporales conformes. Con base en la base aérea de Nevatim.
En 2007, la Fuerza Aérea de la República de Singapur adquirió cuatro aviones G550-EL/W-2085 similares para reemplazar sus E-2C Hawkeyes mejorados. El nuevo avión G550 entró en servicio el 13 de abril de 2012.
Italia compró inicialmente dos aviones G550-EL/W-2085 en 2011 y recientemente ordenó dos más en 2022.
En 2018, la Marina de los EE. UU. aceptó la entrega de un G550-EL/W-2085 que Raytheon iba a modificar para convertirlo en el NC-37B.
 Israel
- Fuerza Aérea de Israel [10]

 Italy
- Fuerza Aérea Italiana [10]

 Singapur